# Liste bekannter Numismatiker
In der Liste bekannter Numismatiker werden Personen gesammelt, die entweder für das Fach Numismatik (Münzkunde) habilitiert wurden, sich als Forscher in einer Schwesterdisziplin (beispielsweise Altphilologie, Alte Geschichte, Klassische Archäologie, Provinzialrömische Archäologie, Byzantinistik, Papyrologie oder Epigraphik) in besonderem Maße mit Numismatik befassten, als Autoren zur Numismatik schrieben oder anderweitig zur Erforschung von Münzen und anderen, von der Numismatik erforschten Quellen beigetragen haben.
In dieser Liste werden ausdrücklich nur Numismatiker eingetragen, die zur gesamten Numismatik geforscht haben. Autodidakten, Sammler, Dilettanten und Grundlagenforscher des Faches bitte in einer separaten Liste am Ende der regulären Liste eintragen.

## A
- Rainer Albert (Deutscher, * 1949)
- Stephen Album (Amerikaner, * 1942)
- Carmen Alfaro Asins (Spanierin, 1952–2005)
- Peter van Alfen (Amerikaner)
- Andreas Alföldi (Ungar, 1895–1981)
- Derek Allen (Brite, 1910–1975)
- Martin Allen (Brite, * 1956)
- Michael Alram (Österreicher, * 1956)
- Frédéric Alvin (Belgier, 1864–1949)
- Michel Amandry (Franzose, * 1949)
- Marion M. Archibald (Schottin, 1935–2016)
- Radu Ardevan (Rumäne, * 1951)
- Donald T. Ariel (Israeli, * 1954)
- Joseph von Arneth (Österreicher, 1791–1863)
- Carmen Arnold-Biucchi (Schweizerin)
- Paul Arnold (Deutscher)
- Ermanno A. Arslan (Italiener, * 1940)
- Richard Ashton (Brite, * 1946)
- Philipp Attwood (Brite, * 1954)
- Hans von Aulock (Deutscher, 1906–1980)
- Francesco Maria Avellino (Italiener, 1778–1850)

## B
- Ernest Babelon (Franzose, 1854–1924)
- Jean Babelon (Franzose, 1889–1978)
- Emil Bahrfeldt (Deutscher, 1850–1929)
- Max von Bahrfeldt (Deutscher, 1856–1936)
- Hans Roland Baldus (Deutscher, 1942–2011)
- Paul Balog (Hungaro-Italiener, 1900–1982)
- Elke Bannicke (Deutsche, * 1955)
- Dan Barag (Israeli, 1935–2009)
- John Penrose Barron (Brite, 1934–2008)
- Jean-Jacques Barthélemy (Franzose, 1716–1795)
- Pierre Bastien (Franzose, 1912–2010)
- Nikolai Bauer (Russe/Sowjetbürger, 1888–1942)
- Gottlieb Siegfried Bayer (Deutsch-Russe, 1694–1738)
- Karl Wilhelm Becker (Deutscher, 1772–1830)
- Martin Beckmann (Kanadier, * 1971)
- Heinrich Behrens (Deutscher, 1828–1913)
- Alfred R. Bellinger (Amerikaner, 1893–1978)
- Frank Berger (Deutscher, * 1957)
- Peter Berghaus (Deutscher, 1919–2012)
- Charles Ernest Beulé (Franzose, 1826–1874)
- Mark Blackburn (Brite, 1953–2011)
- Adrien Blanchet (Franzose, 1866–1957)
- Roger Bland (Brite, * 1955)
- Hansjörg Bloesch (Schweizer, 1912–1992)
- Friedrich Bodenstedt (Deutscher, 1906–1982)
- Jarosław Bodzek (Pole, * 1964)
- Christof Boehringer (Deutscher, * 1934)
- Erich Boehringer (Deutscher, 1897–1971)
- Mateusz Bogucki (Pole, * 1973)
- Marc Bompaire (Franzose, * 1957)
- Osmund Bopearachchi (Sri Lanka, * 1949)
- Bartolomeo Borghesi (Italiener, 1781–1860)
- Lore Börner (Deutsche, 1928–2011)
- Susanne Börner (Deutsche, * 1980)
- Clemens Bosch (Deutscher, später Türke, 1899–1955)
- Luigi Bernabò Brea (Italiener, 1910–1999)
- Laura Breglia (Italienerin, 1912–2003)
- Agnes Baldwin Brett (Amerikanerin, 1876–1955)
- Günther Brockmann (Deutscher, 1931–2018)
- Guido Bruck (Österreicher, 1920–1966)
- Patrik Bruun (Finne, 1920–2007)
- Heinrich Buchenau (Deutscher, 1862–1931)
- Henrich Buck (Deutscher, 1866–1939)
- Andrew Burnett (Brite, * 1952)
- Aleksander Bursche (Pole, * 1956)
- Kevin Butcher (Brite)
- Theodore V. Buttrey, Jr. (Amerikaner, 1929–2018)

## C
- Maria Caccamo Caltabiano (Italienerin, * 1946)
- Erich B. Cahn (Deutscher, später Schweizer, 1913–1993)
- Herbert A. Cahn (Deutscher, später Schweizer, 1915–2002)
- Romolo Calciati (Italiener, 1924–2014)
- François de Callataÿ (Belgier, * 1961)
- Alberto Campana (Italiener, * 1947)
- Heinrich Philipp Cappe († 1862)
- Jennifer Cargill Thompson bzw. Jennifer Warren (Britin, 1931–2016)
- Robert Andrew Glendinning Carson (Brite, 1918–2006)
- Karel Castelin (Tscheche, 1903–1981)
- Celestino Cavedoni (Italiener, 1795–1865)
- Anne-Claude-Philippe, Comte de Caylus (Franzose, 1692–1765)
- Hasan Ceka (Albaner, 1900–1998)
- Jérémie Chameroy (* 1976)
- Heinrich Chantraine (Deutscher, 1929–2002)
- Karl Christ (Deutscher, 1923–2008)
- Henry Christmas (Engländer, 1811–1868)
- Henri Cohen (Franzose, 1806–1880)
- Esprit Marie Cousinéry (Franzose, 1747–1833)
- Joe Cribb (Brite, * 1947)
- Michael Crawford (Brite, * 1939)
- Reiner Cunz (Deutscher, * 1958)
- Aldina Cutroni Tusa (Italienerin, 1923–2016)

## D
- Karsten Dahmen (Deutscher, * 1969)
- Hermann Dannenberg (Deutscher, 1824–1905)
- Giovanni Dattari (Italiener, 1858–1923)

- John S. Davenport (US-Amerikaner, 1907–2001)

- Jelena Abramowna Dawidowitsch (Russin, 1922–2013)
- Jean-Luc Dengis (Belgier, * 1950)
- Günther Dembski (Österreicher, * 1943)
- Vassilios Demetriadis (Grieche)
- Georges Depeyrot (Franzose, * 1953)
- Harald Derschka (Deutscher, * 1969)
- Gerd Dethlefs (Deutscher, * 1958)
- Adolphe Dieudonné (Franzose, 1868–1945)
- Ömer Diler (Türke, 1945–2005)
- Wolfgang Dobras (Deutscher, * 1960)
- Hugo W. Doppler (Schweizer, * 1942)
- Richard Doty (Amerikaner)
- Ulf Dräger (Deutscher, * 1965)
- Heinrich Dressel (Deutscher, 1845–1920)
- Dieter Dummler (Deutscher, 1933–2020)
- Frédérique Duyrat (Französin, * 1970)

## E
- Joseph Hilarius Eckhel (Österreicher, 1737–1798)
- Karl Theodor von Eheberg (Deutscher, 1855–1941)
- Kay Ehling (Deutscher)
- Nathan T. Elkins (Amerikaner, * 1981)
- Georg Elmer (Österreicher, 1908–1944)
- Hubert Emmerig (Deutscher, * 1958)
- Sebastiano Erizzo (Italiener, 1525–1585)
- Eberhard Erxleben (Deutscher, 1925–2010)
- Sylviane Estiot (Französin, * 1956)
- Jane DeRose Evans (Amerikanerin, * 1956)
- Sir Arthur J. Evans (Brite, 1851–1941)
- Sir John Evans (Brite, 1823–1908)
- Carl Friedrich Evers (Deutscher, 1729–1803)

## F
- Günter Felke (Deutscher, 1929–2005)
- Eduard Fiala (Tscheche, 1855–1924)
- Giuseppe Fiorelli (Italiener, 1823–1896)
- Thomas Fischer (Deutscher, 1944–1994)
- Wolfgang Fischer-Bossert (Deutscher, * 1965)
- Leonard Forrer (Schweizer-Brite, 1869–1953)
- Robert Forrer (Schweizer, 1866–1947)
- Gisela Förschner (Deutsche, 1929–2021)
- Jean Foy-Vaillant (Franzose, 1632–1706)
- Peter Robert Franke (Deutscher, 1926–2018)
- Suzanne Frey-Kupper (Schweizerin, * 1958)
- Ferdinand Friedensburg (Deutscher, 1858–1930)
- Benoni Friedländer (Deutscher, 1773–1858)
- Julius Friedländer (Deutscher, 1813–1884)
- Hans von Fritze (Deutscher, 1869–1919)
- Erasmus Fröhlich (Österreicher, 1700–1758)
- Wilhelm Fröhner (Deutscher, 1835–1925)
- Nina Frolova (Russin, 1936–2015)
- Willy Theodor Fuchs (Deutscher, 1917–1994)
- Andreas E. Furtwängler (Deutscher, * 1944)

## G
- Ettore Gabrici (Italiener, 1868–1962)
- Hugo Gaebler (Deutscher, 1868–1947)
- Richard Gaettens (Deutscher, 1886–1965)
- Percy Gardner (Brite, 1846–1937)
- Salvatore Garraffo (Italiener, * 1950)
- Hans-Ulrich Geiger (Schweizer, * 1937)
- Anne Geiser (Schweizerin, * 1952)
- Angelo Geißen (Deutscher)
- Theodor Gerassimov (Bulgare, 1903–1974)
- Walther Giesecke (Deutscher, 1864–1946)
- Karl Josef Gilles (Deutscher, 1950–2018)
- Haim Gitler (Israeli, * 1962)
- Shpresa Gjongecaj (Albanerin. * 1952)
- Francesco Gnecchi (Italiener, 1847–1919)
- Robert Göbl (Österreicher, 1919–1997)
- Hubert Goltzius (Deutscher, 1526–1583)
- Joachim Gorecki (Deutscher)
- Giovanni Gorini (Italiener, * 1941)
- Philip Grierson (Brite, 1910–2006)
- Sidney William Grose (Brite, 1886–1980)
- Hermann Grote (Deutscher, 1802–1895)
- Karl Ludwig Grotefend (Deutscher, 1807–1874)
- Herbert Appold Grueber (Brite, 1846–1927)
- Susanne Grunauer-von Hoerschelmann
- Rainer Grund (Deutscher)
- Nicolae Gudea (Rumäne, 1941–2019)
- Josef Gutenäcker (Bayer, 1800–1866)

## H
- Tony Hackens (Belgier, 1939–1997)
- Ernst Justus Haeberlin (Deutscher, 1847–1925)
- Wolfgang Hahn (Österreicher, * 1945)
- Chrysostomus Hanthaler (Österreicher, 1690–1754)
- Gert (Deutscher, 1928–2017) und Vera Hatz (Deutsche, 1923–2010)
- Peter B. Hauser (Österreicher, * 1942)
- Sigibert Havercamp (Niederländer, 1684–1742)
- Walter Hävernick (Deutscher, 1905–1983)
- Barclay Vincent Head (Brite, 1844–1914)
- Johan Van Heesch (Belgier)
- Hubert Herzfelder (Österreicher, 1911–1964)
- Wolfgang Heß (Deutscher, 1926–1999)
- Bror Emil Hildebrand (Schwede, 1806–1884)
- Sir George Francis Hill (Brite, 1867–1948)
- Robert Hoge (Amerikaner)
- Robert Ross Holloway (Amerikaner, * 1934)
- Wilhelm Hollstein (Deutscher, * 1960)
- Oliver David Hoover (Kanadier, * 1972)
- Adolf Horchler (Deutscher, 1849–1929)
- Rudolf Höfken von Hattingsheim (Österreicher, 1861–1921)
- Antony Hostein (Franzose, * 1975)
- Arthur Houghton (Amerikaner, * 1940)
- Christopher Howgego (Brite, * 1957)
- Silvia Mani Hurter (Schweizerin, 1933–2009)

## I
- Lutz Ilisch (Deutscher, * 1950)
- Peter Ilisch (Deutscher, 1947–2023)
- Friedrich Imhoof-Blumer (Schweizer, 1838–1920)

## J
- Kurt Jaeger (Deutscher, 1909–1975)
- Gilbert Kenneth Jenkins (Brite, 1918–2005)
- Wilhelm Jesse (Deutscher, 1887–1971)
- Ann Johnston (Britin, 1944–2010)
- Jan Hendrik Jongkees (Niederländer, 1913–1967)
- Kenneth Jonsson (Schwede, * 1950)
- Paul Joseph (Deutscher, 1849–1923)
- Marcel Jungfleisch (Franzose, 1878–1958)
- Helmut Jungwirth (Österreicher)

## K
- Leo Kadman [geb. Kaufmann] (Deutsch-Israeli, 1895–1963)
- Hans-Markus von Kaenel (Schweizer, * 1947)
- Jonathan Kagan (Amerikaner)
- Helmut Kahnt (Deutscher, * 1945)
- Michalis L. Kambanis (Grieche)
- Ursula Kampmann (Deutsche, * 1964)
- Stefan Karwiese (Österreicher, 1941–2023)
- Arnold Keller (Deutscher, 1897–1972)
- Hans-Jörg Kellner (Deutscher, 1920–2015)
- Fleur Kemmers (Niederländerin, * 1977)
- John Kent (Brite, 1928–2000)
- Josef Khell (Österreicher, 1714–1772)
- Simone Killen (Deutsche)
- Arie Kindler (Israeli, 1920–2014)
- Philip Kinns (Brite)
- John M. Kleeberg (Amerikaner)
- Ulrich Klein (Deutscher, * 1942)
- Ernst Klie (Deutscher, * 1941)
- Dietrich Klose (Deutscher, * 1955)
- Johann Friedrich Klotzsch (Deutscher, 1726–1789)
- Niklot Klüßendorf (Deutscher, * 1944)
- Bernd Kluge (Deutscher, * 1949)
- Bernhard Koch (Österreicher)
- Ulrich Köhler (Deutscher, 1838–1903)
- Bernhard von Koehne (Deutscher, 1817–1886)
- Holger Komnick (Deutscher)
- Konstantinos Konstantopoulos (Grieche, 1874–1943)
- Koray Konuk (Türke, * 1968)
- Sergej Kovalenko (Russe, * 1960)
- Colin M. Kraay (Brite, 1918–1982)
- Konrad Kraft (Deutscher, 1920–1970)
- Tyll Kroha (Deutscher, 1929–2015)
- John H. Kroll (Amerikaner, * 1938)
- Stefan Krmnicek (Deutscher)
- Hans Krusy (Deutscher, 1905–1985)
- Wilhelm Kubitschek (Österreicher, 1858–1936)
- Harald Küthmann (Deutscher, 1922–2013)

## L
- Léon Lacroix (Belgier, 1909–2016)
- Jean Lafaurie (Franzose, 1914–2008)
- Victor Langlois (Franzose, 1829–1869)
- Henri de La Tour (Franzose, 1855–1913)
- Bernhard Laum (Deutscher, 1884–1974)
- Philipp Lederer (Deutscher, 1872–1944)
- Ivar Leimus (Este, * 1953)
- Joachim Lelewel (Pole, 1789–1861)
- François Lenormant (Franzose, 1837–1883)
- Georges Le Rider (Franzose, 1928–2014)
- Wolfgang Leschhorn (Deutscher, * 1950)
- Johann Jakob Leitzmann (Deutscher, 1798–1877)
- Katerini Liampi (Griechin)
- Josef Liegle (Deutscher, 1893–1945)
- August Ritter von Loehr (Österreicher, 1847–1917)
- August Ritter von Loehr (Österreicher, 1882–1965)
- Catharine Lorber (Amerikanerin, * 1945)
- Johann Wilhelm Ludwig von Luce (Deutscher, 1756–1842)
- Albéric Duc de Luynes (Franzose, 1802–1867)
- Arnold Luschin von Ebengreuth (Österreicher, 1841–1932)

## M
- George MacDonald (Brite, 1862–1940)
- Josef von Mader (Österreicher, 1754–1815)
- Brita Malmer (Schwedin, 1925–2013)
- Giacomo Manganaro (Italiener, 1927–2016)
- Dietrich Mannsperger (Deutscher, * 1933)
- Evangeline Markou (Zypriotin)
- Rodolfo Martini (Italiener, * 1943)
- Charles Masson (Brite, 1800–1853)
- Harold Mattingly (Brite, 1884–1964)
- Harold B. Mattingly (Brite, 1923–2015)
- Michael Matzke (Deutscher, 1966–2020)
- Hermann Maué (Deutscher, * 1943)
- John M.F. May (Brite, –1961)
- Andrew Meadows (Brite)
- Manfred Mehl (Deutscher, * 1939)
- Paul Jonas Meier (Deutscher, 1857–1946)
- Ortwin Meier (Deutscher, 1881–1941)
- Dorothea Menadier (Deutsche, 1891–1944)
- Julius Menadier (Deutscher, 1854–1939)
- Karl Menadier (Deutscher, 1889–1914)
- Yaʿaḳov Meshorer (Israeli, 1935–2004)
- David Michael Metcalf (Brite, 1933–2018)
- William E. Metcalf (Amerikaner)
- Mariusz Mielczarek (Pole)
- Leo Mildenberg (Deutsch-Schweizer, 1913–2001)
- George C. Miles (Amerikaner, 1904–1975)
- Jiří Militký (Tscheche, * 1969)
- J. Grafton Milne (Brite, 1867–1951)
- Théodore-Edme Mionnet (Franzose, 1770–1842)
- Vincenzo Mirabella (Italiener, 1570–1624)
- Salvatore Mirone (Italiener)
- Peter Franz Mittag (Deutscher, * 1966)
- Jens-Christian Moesgaard (Däne, * 1963)
- Theodor Mommsen (Deutscher, 1817–1903)
- Andreas David Mordtmann (Deutscher, 1811–1879)
- Andreas Morell (Schweizer, 1646–1703)
- Otto Mørkholm (Däne, 1930–1983)
- Cécile Morrisson (Französin, * 1940)
- Aliki Moustaka (Griechin, * 1958)
- Carl Ludwig Müller (Däne, 1809–1891)
- Rudolf Münsterberg (Österreicher, 1864–1926)
- Friedrich Münter (Deutscher, 1761–1830)

## N
- Paul Naster (Belgier, 1913–1998)
- Elisabeth Nau (Deutsche, 1916–2010)
- Lucien Naville (Schweizer, 1880–1956)
- Stefan Nebehay (Österreicher, * 1950)
- Franz Neumann (Österreicher, 1744–1816)
- Edward T. Newell (Amerikaner, 1886–1941)
- Eric P. Newman (Amerikaner, * 1911)
- Hélène Nicolet-Pierre (Französin, * 1930)
- Harald Nilsson (Schwede, * 1942)
- Sydney P. Noe (Amerikaner, 1885–1969)
- Georg Heinrich Nöhden (Deutscher, 1770–1826)
- Johannes Nollé (Deutscher, * 1953)
- Hans-Christoph Noeske (Deutscher)
- Alfred Noss (Deutscher, 1855–1947)

## O
- Mando Oikonomidou (Griechin, 1929–2015)
- Paolo Orsi (Italiener, 1859–1935)
- Jacob Philippe d’Orville (Franzose, 1696–1751)
- Bernhard Overbeck (Deutscher, 1942–2018)

## P
- Borys Paszkiewicz (Pole, * 1959)
- Charles Patin (Franzose, 1633–1693)
- Rudolf Paulsen (Österreicher, 1893–1975)
- Evgeni Paunov (Bulgare, * 1972)
- Richard Payne Knight (Brite, 1750–1824)
- Joseph Pellerin (Franzose, 1684–1782)
- Vassiliki Penna (Griechin)
- Markus Peter (Schweizer, * 1960)
- Ulrike Peter (Deutsche, * 1966)
- Matthias Pfisterer (Österreicher, * 1971)
- Olivier Picard (Franzose, 1940–2023)
- Albert Pick (Deutscher, 1922–2015)
- Behrendt Pick (Deutscher, 1861–1940)
- Moritz Eduard Pinder (Deutscher, 1807–1871)
- Karl Pink (Österreicher, 1884–1965)
- Arent Pol (Niederländer, * 1951)
- Stanley Poole (Brite, 1854–1931)
- Achilleus Postolakas (Grieche, 1821–1897)
- Enrica Pozzi (Italienerin, 1936–2010)
- Constantin Preda (Rumäne, * 1925)
- Martin Jessop Price (Brite, 1939–1995)
- Ilya Prokopov (Bulgare, * 1952)
- Seleni Psomá (Griechin)
- Rainer Pudill (Deutscher)

## Q
- Fritz Quilling (Deutscher, 1867–1927)

## R
- Maria R.-Alföldi (Hungaro-Deutsche, 1926–2022)
- Désiré Raoul-Rochette (Franzose, 1789–1854)
- Oscar E. Ravel (Italiener, 1877–1949)
- Kurt Regling (Deutscher, 1876–1935)
- Adolf Reifenberg (Israeli, 1899–1953)
- Théodore Reinach (Franzose, 1860–1928)
- Viktor von Renner (Österreicher, 1846–1943)
- Serafino Ricci (Italiener, 1867–1943)
- Jürg Richter (Schweizer, * 1963)
- Pere Pau Ripollès Alegre (Spanier, * 1953)
- Giulio Emanuele Rizzo (Italiener, 1865–1950)
- Louis Robert (Franzose, 1904–1985)
- Anne Strachan Robertson (Britin, 1910–1997)
- Edward Stanley Gotch Robinson (Brite, 1887–1976)
- Holger Rosenberg (Deutscher, 1955–2001)
- Neville Keith Rutter (Brite, 1939–2024)

## S
- Ursula Schachinger (Österreicherin, *1968)
- Antonino Salinas (Italiener, 1841–1914)
- Alfred von Sallet (Deutscher, 1842–1897)
- Dieter Salzmann (Deutscher, * 1950)
- Arthur Sambon (Franzose, 1867–1947)
- Simone Scheers (Belgierin, * 1943)
- Nikolaus Schindel (Österreicher, * 1973)
- Franziska Schmidt-Dick (Österreicherin, 1944–2025)
- Edith Schönert-Geiß (Deutsche, 1933–2012)
- Friedrich Freiherr von Schrötter (Deutscher, 1862–1944)
- Helmut Schubert (Deutscher, * 1943)
- Hans Dietrich Schultz (Deutscher, 1934–2023)
- Sabine Schultz (Deutsche, 1937–2021)
- Willy Schwabacher (Deutscher, 1897–1972)
- Philipp Schwinghammer (Österreicher)
- Walter Schwinkowski (Deutscher, 1884–1938)
- David Sellwood (Brite, 1925–2012)
- Charles Theodore Seltman (Brite, 1886–1957)
- Domenico Sestini (Italiener, 1750–1832)
- Henri Seyrig (Franzose, 1895–1973)
- Kenneth Sheedy (Australier)
- Fabrizio Sinisi (Italiener, * 1972)
- Jan Pieter Six (Holländer, 1824–1899)
- Andreas Urs Sommer (Schweizer, * 1972)
- Ezechiel Spanheim (Deutscher, 1629–1710)
- Marguerite Spoerri Butcher (Schweizerin)
- Alan Michael Stahl (Amerikaner, * 1947)
- Clive Stannard (Brite)
- Attilio Stazio (Italiener, 1923–2010)
- Wolfgang Steguweit (Deutscher, * 1944)
- Anton von Steinbüchel (Österreicher, 1790–1883)
- Theodor Stenzel (Deutscher, 1824–1894)
- Frank Sternberg (Schweizer, * 13. November 1912 Berlin; † 1994)
- Christian Stoess (Deutscher, * 1959)
- Vladimir F. Stolba (Russe, * 1964)
- Max L. Strack (Deutscher, 1867–1914)
- Paul L. Strack (Deutscher, 1904–1941)
- Pierre Strauss (Schweizer, 1922–1995)
- Karl Strobel (Deutscher, * 1954)
- Stanisław Suchodolski (Pole, * 1936)
- Arthur Suhle (Deutscher, 1898–1974)
- Arnaud Suspène (Franzose, * 1973)
- Carol Humphrey Vivian Sutherland (Brite, 1908–1986)
- Edward Allen Sydenham (Brite, 1873–1948)
- Ioannis N. Svoronos (Grieche, 1863–1922)
- Wolfgang Szaivert (Österreicher)

## T
- Oğuz Tekin (Türke, * 1958)
- François Thierry (Franzose, * 1950)
- Margaret Thompson (Amerikanerin, 1911–1992)
- Rudi Thomsen (Däne, 1918–2004)
- Melinda Torbágyi (Ungarin, * 1955)
- Ioannis Touratsoglou (Grieche, 1940–2021)
- Lucia Travaini (Italienerin)
- Hyla Troxell (Amerikanerin)
- Dimitra I. Tsangari (Griechin)
- Lauri Oskar Theodor Tudeer (Finne, 1884–1955)

## U
- Hans-Jürgen Ulonska (Deutscher * 1954)

## V
- Irini Varoucha-Christodoulou (Griechin, 1896–1979)
- Richard Vasmer (Russe, 1888–1938)
- Cornelius C. Vermeule (Amerikaner, 1925–2008)
- Leandre Villaronga Garriga (Spanier, 1919–2015)
- Novella Vismara (Italienerin)
- Paolo Visonà (Italiener)
- Michalis P. Vlastos (Grieche, 1874–1936)
- Simone Vogt (Deutsche)
- Nikolaus Adaukt Voigt (Böhme, 1733–1787)
- Friedrich August Voßberg (Deutscher, 1800–1870)
- Klaus Vondrovec (Österreicher, * 1976)

## W
- William Henry Waddington (Franzose, 1826–1894)
- Nancy M. Waggoner (Amerikanerin, 1924–1989)
- Alan S. Walker (Amerikaner, * 1948)
- John Walker (Brite, 1900–1964)
- Uta Wallenstein (Deutsche, * 1960)
- Helen Wang (Britin, * 1965)
- Ute Wartenberg Kagan (Deutsche, * 1963)
- Markus Weder (Schweizer, 1953–2016)
- Liselotte Weidauer (Deutsche)
- Rudolf Weil (Deutscher, 1848–1914)
- Joseph Weingärtner (Deutscher, 1805–1896)
- Wolfram Weiser (Deutscher, 1954–2022)
- Christian Weiss (Schweizer, * 1975)
- Bernhard Weisser (Deutscher, * 1964)
- Gerhard Welter (Deutscher, 1907–1989)
- Leopold Welzl von Wellenheim (Österreicher, 1773–1848)
- Ulla Westermark (Schwedin, 1927–2020)
- Rainer Wiegels (Deutscher, * 1940)
- David Wigg-Wolf (Brite, * 1956)
- Roderick T. Williams (Brite, 1916–2009)
- Georg Wimmelmann (Deutscher, 1906–1983)
- Heinz Winter (Österreicher, * 1987)
- Eva Wipplinger (Deutsche, * 1928)
- Richard B. Witschonke (Amerikaner, 1945–2015)
- Reinhard Wolters (Deutscher, * 1958)
- Bernhard Woytek (Österreicher, * 1974)
- Warwick Wroth (Brite, 1858–1911)
- Waldemar Wruck (Deutscher, 1902–1971)

## Y
- Jordanka Youroukova (Bulgarin, 1936–2012)

## Z
- Benedikt Zäch (Schweizer, * 1959)
- Volker Zedelius (Deutscher, 1942–1994)
- Bernward Ziegaus (Deutscher, * 1963)
- Alexander Zograph (Russe, 1889–1942)
- Carl-Friedrich Zschucke (Deutscher, 1938–2023)
- Reinhold Zilch (Deutscher, * 1952)

Siehe auch die mit folgenden Ehrungen ausgezeichneten Numismatiker:
- Archer M. Huntington Medal
- Eligiuspreis
- Ehrenpreis der Gesellschaft für Internationale Geldgeschichte
- Medaille der Royal Numismatic Society